# Rheinische Tapetenfabrik

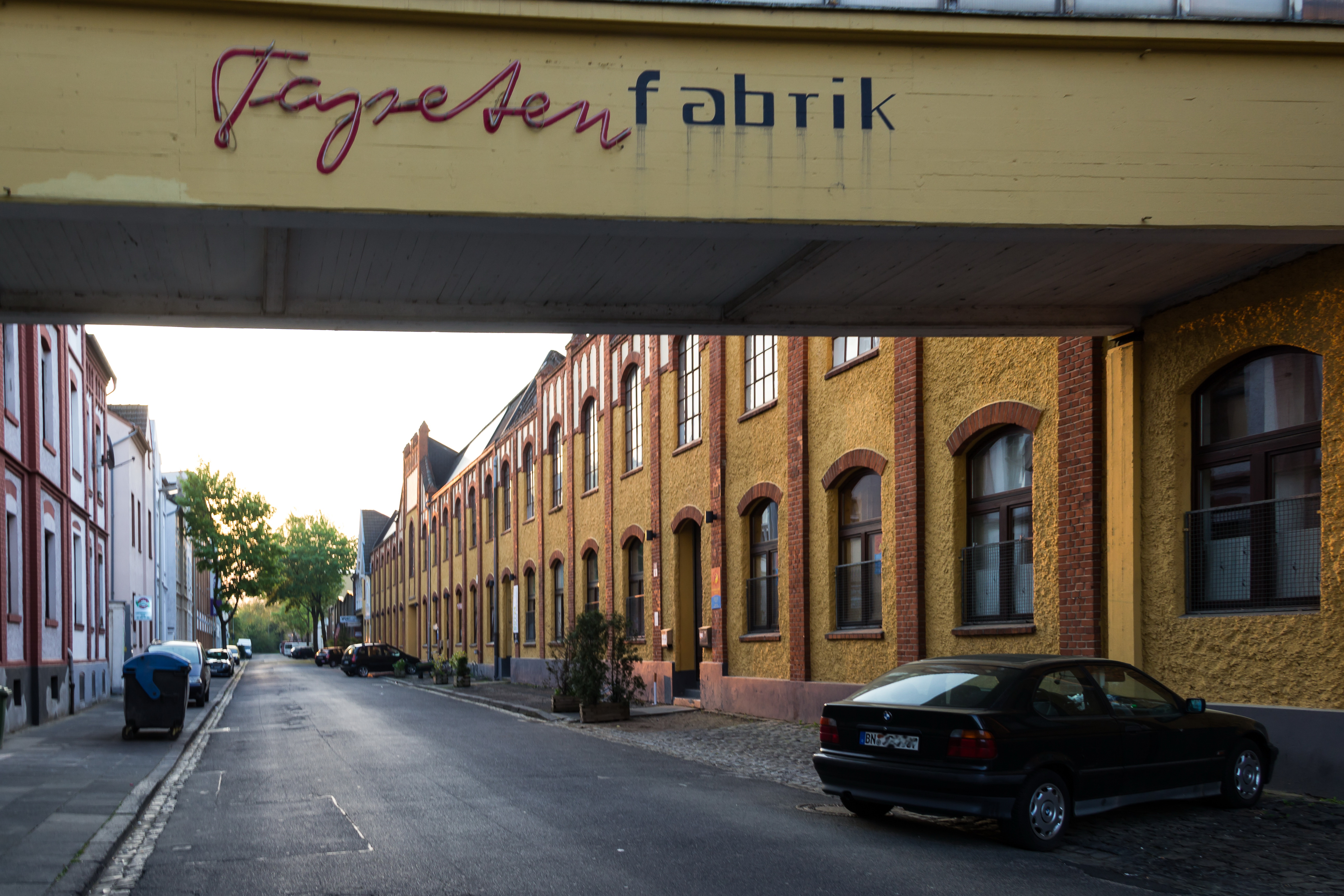
Rheinische Tapetenfabrik 2018

Die Rheinische Tapetenfabrik war ein Industriebetrieb im Bonner Ortsteil Beuel-Ost. Das 1893 gegründete Unternehmen war nach einer Fusion nach der Jahrhundertwende kurzzeitig der größte Tapetenhersteller Deutschlands. 1980 kam es nach kontinuierlichen Auftragsrückgängen zum Konkurs, seit 1984 wird das Fabrikgelände in der Auguststraße als Kultur- und Gewerbepark genutzt. Teile der Anlage, dabei besonders die Fassaden, sind als eingetragenes Baudenkmal geschützt.

## Geschichte
Der Gründer der Tapetenfabrik war August Schleu, der ein Tapetengeschäft am Münsterplatz in der Bonner Innenstadt betrieb. Da er seine Tapeten zu sehr niedrigen Preisen abgab, verweigerten seine Lieferanten zum Schutz anderer Einzelhändler den weiteren Verkauf ihrer Produkte an ihn. Auch um selbst Tapeten zum Verkauf produzieren zu können, übernahm Schleu 1893 die Fabrikationsanlagen der Stereos-Teppichfabrik R. Bovermann in Beuel.
Zwei Jahre nach der Übernahme der Stereos-Fabrik erfolgte 1895 der Einstieg von Emil Tilger als Teilhaber in das Unternehmen. Es kam zur Umfirmierung in Rheinische Tapetenfabrik Tilger & Co., der eine Expansion folgte. Neue Gebäude für Dampfkesselanlagen, Dampfmaschinen und die Stromversorgung wurden erstellt. In den Fabrikräumen wurden Leimdrucksäle (Kollographie) für Druckmaschinen, Rollsäle für die Tapetenkonfektion, Lagerhallen und eine Schlosserei angelegt. Im Jahr 1901 zog auch die Verwaltung in ein größeres Gebäude um. Die zwischen 1901 und 1905 errichteten Produktions- und Lagerhallen, ein Atelier sowie ein Pförtnerhaus entstanden nach Plänen des Bonner Architekten Carl Edler. 1904 kam es zur Übernahme einer Papierfabrik in Hoffnungsthal.

### Wechselhafte Zeiten
Zwei Jahre später erfolgte die Fusion mit der 1843 gegründeten Mannheimer Tapetenfabrik Engelhard, die von Emil Engelhard geführt wurde; das Unternehmen firmierte nun als Rheinische Tapeten- und Papierfabriken Engelhard & Schleu KG und war zu dieser Zeit der größte Hersteller in ganz Deutschland. 350 Arbeiter und Angestellte produzierten rund 120.000 Tapetenrollen am Tag. Da viel exportiert wurde, entstanden in Berlin und Paris Warenlager. Doch bereits 1908 führten Absatzprobleme zum Beitritt des Unternehmens zum Kartell Tapeten-Industrie-Aktiengesellschaft (TIAG), das aus zwölf Unternehmen bestand. Eine Ordnung des Marktes und Beendigung des ruinösen Preiskampfes zwischen den Herstellern misslang aber und so wurde die TIAG im Jahr 1910 wieder aufgelöst; 1911 wurde die Rheinische Tapetenfabrik erneut unabhängig. Erst nach dem Ersten Weltkrieg entwickelte sich die Auftragslage unter Geschäftsführer Adolph Hoffmann wieder besser. 1919 erfolgte die Firmierung als Aktiengesellschaft der Familien Hoffmann und Schleu. „Er-Te“-Tapeten (das Kürzel stand als Abkürzung für Rheinische Tapetenfabrik) wurden in ganz Deutschland zum Synonym für moderne Qualitätstapeten.
Nach der Machtergreifung durch die Nationalsozialisten erhielt das Unternehmen die Rechtsform einer Offenen Handelsgesellschaft und wurde von Johannes Schleu und Erich Hoffmann geleitet.

### Krieg und Nachkriegszeit
Im Zweiten Weltkrieg wurde die Produktion eingestellt. Rund 40 Prozent der Anlagen wurden am 18. Oktober 1944 durch einen Luftangriff zerstört. Der Neubeginn wurde durch den Kohlemangel und die Abstimmung mit den Besatzungsbehörden erschwert. Zunächst wurde die Herstellung der traditionellen Handdrucktapeten wieder aufgenommen, 1947 wurden täglich 25.000 Tapetenrollen produziert. In den Jahren des Wirtschaftswunders konnte die Produktion wegen der steigenden Nachfrage schnell wieder ausgeweitet werden. 1957 wurde die an der Auguststraße gegenüberliegenden Gebäude der Rheinischen Möbelfabrik gekauft. In dem erworbenen Ensemble, das durch eine gedeckte Fußgängerbrücke über der Auguststraße mit der Tapetenfabrik verbunden wurde, fanden die Buchbinderei für die Musterbücher, das Papierlager und der Filmdruck Unterkunft. 1959 wurden 205 Mitarbeiter beschäftigt.
Der zunehmende Ersatz der Tapete durch Raufaser, Paneelen und Kacheln in den 1970er Jahren führte zum Niedergang und dem schließlichen Konkurs des Unternehmens im Jahr 1980.

### Heutige Nutzung
1984 ersteigerte der Beueler Bauunternehmer Werner Quadt die Tapetenfabrik. Er und seine Nachfolger sanierten das Industriedenkmal behutsam. Die Fassade wurde gestrichen und die Räume der stillgelegten Fabrik wurden zum Gewerbezentrum Q-Center mit einer Nutzfläche von 16.000 Quadratmetern umgebaut. Zu den ersten Mietern zählten ein Antikgroßmarkt und eine Familienbildungsstätte. Ab 1989 wird hier auch das Fitnesscenter Sportfabrik betrieben. Verschiedene Ateliers und Kunstbetriebe zogen in die Fabrik ein, darunter auch die Popfarm, eine private Musikschule. Seit 1998 befindet sich in der Tapetenfabrik auch eine Modelleisenbahnanlage im Maßstab 1:32. Historische Produktionsmaschinen werden als Kunstbestandteile gezeigt. Teile des Walzenkellers und des Maschinensaales können nach Absprache besichtigt werden.

## Künstler
Viele Künstler gestalteten für die Fabrik Tapeten. So entwarf Heinz Trökes Tapeten mit Vogeldarstellungen. Auch Ernst Meurer (ab 1911) war hier tätig. Von Fritz August Breuhaus stammten verschiedene Entwürfe und Hans Finsler entwickelte das Tapetenmotiv „Paquita“. Gertrud Kauffmann-Schlüter schuf in den 1960er Jahren Entwürfe für Tapeten.

## Architektur
Die denkmalgeschützten Fassaden der Fabrikgebäude entlang der Auguststraße, die um die Jahrhundertwende entstanden, sind im typischen Gründerzeit-Stil mit neugotischer Putzfassade und Backsteingliederung ausgeführt. Das ehemalige Pförtnerhaus mit seinem Fachwerkgiebel und Stuckverzierungen im malerischen Stil (damals bei Landhäusern und Villen verbreitet) ist ebenfalls denkmalgeschützt. Auch das in den 1950er Jahren errichtete, im Bauhaus-Stil gehaltene Verwaltungsgebäude im Hof steht unter Denkmalschutz.
Die Fassade vor dem Klavierhaus ist dagegen ein Nachbau. Beide Schornsteine wurden aus Sicherheitsgründen gekürzt. Der eine verlor das Wort „Rheinische“, es blieb nur noch die untere Hälfte mit dem Wort „Tapetenfabrik“. Die Tapetenfabrik ist Teil des Denkmalpfades im Stadtbezirk Beuel.